# راجر بی. تانی
راجر بروک تانی (به انگلیسی: Roger Brooke Taney) پنجمین قاضی ارشد ایالات متحده از ۲۸ مارس ۱۸۳۶ تا زمان مرگش در ۱۲اکتبر ۱۸۶۴بود. وی توسط اندرو جکسون نامزد این پست شد و در سنا با ۲۹ رای موافق و ۱۵ رای مخالف پنجمین قاضی ایالات متحده شد.